# Gene Simmons: Family Jewels
Gene Simmons: Family Jewels (br: Gene Simmons: Joias de Família) é um reality show estadunidense. O programa mostra a vida do músico Gene Simmons "por trás das câmeras". O programa se passa em Santa Mônica, Los Angeles, e sempre começa com Gene falando "Por isso que é muito bom ser...eu", e com alguém ao seu lado. No programa vemos muitas coisas e curiosidades sobre Simmons.
Em agosto de 2012, a emissora de televisão A&E anunciou que a sétima temporada será a última, e Simmons acrescentou que ele não vai comprar a série para outras redes e, em vez disso, vai se concentrar na turnê do Kiss e compromissos de negócios.

## Personagens
- Gene Simmons
- Shannon Tweed
- Nick Simmons
- Sophie Simmons